# اتو روهله

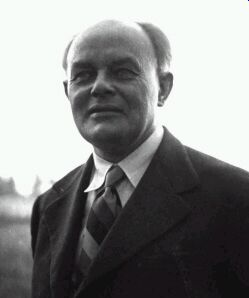
اتو روهله اکتویست ضد جنگ

اتو روهله (به آلمانی: Otto Rühle) (زاده ۲۳ اکتبر ۱۸۷۴ - درگذشته ۲۴ ژوئن ۱۹۴۳) از کمونیست‌های چپ آلمانی بود که به همراه کارل لیبکنشت، رزا لوکزامبورگ و فرانتز مهرینگ علیه جنگ، فعالیت می‌کرد.
او از بنیانگذاران حزب کمونیست آلمان بود.